# Giovanni (cardinal, 1211)
 (novembre 2016).
Si vous disposez d'ouvrages ou d'articles de référence ou si vous connaissez des sites web de qualité traitant du thème abordé ici, merci de compléter l'article en donnant les références utiles à sa vérifiabilité et en les liant à la section « Notes et références ».
Giovanni (né en Lombardie, Italie, et mort à Rome en 1210/1211) est un cardinal italien du XIIe siècle et du début du XIIIe siècle.

## Biographie
Giovanni est nommé évêque de Viterbe et Toscanella. Le pape Clément III le crée cardinal lors du consistoire du mai 1189. Il fonde la cathédrale de S. Lorenzo à Viterbe en 1192.
Le cardinal Giovanni participe à l'élection du pape Célestin III en 1191 et à l'élection d'Innocent III en 1198. 